# Jesús Cabezón
Jesús Cabezón Alonso (Palencia, 9 de marzo de 1946) es un político, poeta y autor de artículos periodísticos español. Ha sido diputado del Parlamento de Cantabria, senador y eurodiputado socialista.

## Juventud
Estudió bachillerato en Palencia y posteriormente Derecho en Valladolid. Participó en el movimiento estudiantil antifranquista. Al finalizar el 4.º curso fue expedientado, aplicándosele el Reglamento de Disciplina Académica, y se vio forzado a abandonar la universidad. Entre finales de la década de los 60 y hasta 1973, dirigió el grupo de teatro independiente Beckett, dedicado a montar obras de autores nuevos españoles, colaborando en algunas obras como actor e impartiendo algunas conferencias sobre temas teatrales. Formó parte del jurado del Premio Palencia de Teatro en dos ocasiones e intervino en varios rodajes cinematográficos.

## Carrera política
En 1974 se trasladó a Santander, trabajando como funcionario de carrera de la administración de la Seguridad Social, prestando sus servicios en la Dirección Provincial del Instituto Nacional de la Seguridad Social. Se afilió a la UGT y al PSOE en 1976. En las elecciones de 1977 fue candidato del PSOE al Congreso de los Diputados. Ha desempeñado el cargo de secretario general de la Agrupación Socialista de Santander, secretario de formación en la Comisión Ejecutiva Regional de la Unión General de Trabajadores de Cantabria y secretario general de la Federación de Servicios Públicos de la Unión General de Trabajadores.
En las primeras elecciones municipales democráticas fue candidato a la alcaldía de Santander por el PSOE, logrando la tercera tenencia de alcaldía. En la etapa provisional de la Asamblea de Cantabria participó en la redacción del Estatuto de Autonomía de Cantabria, y posteriormente (antes de las elecciones autonómicas) fue vicepresidente primero de la Asamblea Regional de Cantabria. En las primeras elecciones autonómicas formó parte de la candidatura del PSOE, siendo elegido diputado regional y vicepresidente segundo de la mesa de la Asamblea de Cantabria. En las elecciones generales de 1982 es candidato al Senado por el PSOE, siendo el senador electo más votado de Cantabria. Como senador de la II Legislatura fue miembro de varias comisiones.
Hasta 1986 ejerció el cargo de senador en las Cortes Generales. Ese mismo año se incorporó al Parlamento Europeo, convirtiéndose en el primer eurodiputado de la historia de Cantabria. Durante este periodo (III y IV Legislatura: 1989-1994 y 1994-1999, respectivamente) llegó a ocupar el cargo de secretario general de la Delegación Socialista Española en el Parlamento Europeo. Asimismo, en 1999 fue elegido diputado autonómico al Parlamento de Cantabria. A partir de 2003 formó parte del Consejo de Administración de Caja Cantabria y dirigió su Obra Social, para ser designado en 2005 presidente de esta entidad financiera, puesto que ocupó hasta 2007.
Articulista prolífico, en la revista Peña Labra dio a conocer una primera muestra de su poesía bajo el título Consumación del adiós (1986). Más tarde publicó los poemarios Morir de lejos (1990), Desde otras sombras (1995) y Palabras inciertas del pasado (1998). Sus versos figuran en la antología Poetas de Cantabria en el aula, preparada por Luis Alberto Salcines. En 2010 publicó el libro El mundo que sentí cercano, compendio de 48 artículos sobre política internacional y literatura, escritos a lo largo de las últimas décadas que han ido apareciendo publicados en prensa y prologado por Miguel Ángel Moratinos. En la actualidad mantiene el blog Diario de un escéptico.
En las elecciones municipales españolas de 2007, se presenta como candidato a la alcaldía de Santander por el PSC-PSOE. Los resultados de las mismas otorgaron la alcaldía a Íñigo de la Serna (PP) puesto que obtuvo 15 de los 27 escaños que forman el Ayuntamiento de Santander. Jesús Cabezón consiguió 7 escaños y Vicente Mediavilla, del PRC, obtuvo los 5 restantes. Ocupó la portavocía del PSC-PSOE desde dicho año hasta marzo de 2010, cuando abandonó su acta de concejal y fue sustituido como portavoz por José Emilio Gómez.